# لیگ دسته سوم فوتبال ایران ۰۱-۱۴۰۰
لیگ دسته سوم فوتبال ایران ۰۱–۱۴۰۰، چهارمین سطح لیگ‌های فوتبال در ایران در فصل ۰۱–۱۴۰۰ پس از لیگ برتر، لیگ آزادگان و لیگ ۲ بود. این لیگ از ۲۳ آبان ۱۴۰۰ آغاز شد.
در مجموع ۸۵ تیم (۶۵ تیم در مرحله اول در ۵ گروه مختلف، ۲۰ تیم در مرحله دوم) در رقابت‌های این فصل به رقابت پرداختند.